# توگارینسکایا
توگارینسکایا (به لاتین: Tugarinskaya) یک منطقهٔ مسکونی در روسیه است که در استان آرخانگلسک واقع شده‌است.